# Beringraja
A Beringraja a porcos halak (Chondrichthyes) osztályának rájaalakúak (Rajiformes) rendjébe, ezen belül a valódi rájafélék (Rajidae) családjába tartozó nem.

## Tudnivalók
A Beringraja-fajok előfordulási területe a Csendes-óceán északi felén van. Ez a porcoshal-nem a Kelet-kínai-tengertől északra, illetve keletre a Bering-tengeren - amelyről a nevét kapta - keresztül, Mexikó partjáig található meg.

## Rendszerezés
A nembe az alábbi 6 élő faj tartozik:
- Beringraja binoculata (Girard, 1855)
- Beringraja cortezensis (McEachran & Miyake, 1988) - korábban Raja cortezensis
- Beringraja inornata (Jordan & Gilbert, 1881) - korábban Raja inornata
- Beringraja pulchra (Liu, 1932)
- Beringraja rhina (Jordan & Gilbert, 1880) - korábban Raja rhina
- Beringraja stellulata (Jordan & Gilbert, 1880) - korábban Raja stellulata